# Стів Кауфман
Стів Кауфман (англ. Steve Kaufmann, нар. 8 жовтня 1945) — канадський поліглот, що знає 20 мов, підприємець, інтелектуал, меценат, творець методики LingQ для вивчення іноземних мов.

## Життєпис
Стів Кауфман народився у Швеції в 1945 році в єврейській сім'ї з міста Простейов у Чехословаччині. Його батьки вільно володіли чеською та німецькою. Коли йому було п'ять років сім'я переїхала до Монреаля, де він і виріс. Батьки вирішили говорити із сином виключно англійською для кращої адаптації в новій країні. Через це він виріс, спілкуючись лише англійською, попри те, що Монреаль був другим за населенням франкомовним містом світу після Парижа. У період навчання у школі Кауфман став шанувальником французької культури завдяки своєму шкільному викладачеві. У червні 1962 року він вирушив до Європи на навчання. Для цієї мети Кауфман знайшов судно в місцевому порту, яке могло би доправити його туди в обмін на роботу. З третьої спроби він влаштувався на німецьке суховантажне судно Gerda Schell, якому бракувало одного моряка в місті Квебек. За десять днів він перетнув Атлантику і прибув до Лондона, а звідти до Франції. Після року, проведеного в Греноблі, він продовжив вивчати політологію і французьку в паризькому Інституті політичних досліджень.
Бувши студентом, Кауфман автостопом об'їздив багато країн Західної Європи, вивчаючи іспанську, італійську та німецьку мови. 1969 року Канада готувалася офіційно встановити дипломатичні відносини з комуністичним Китаєм. Кауфман вступив на службу в канадську дипломатичну службу в Гонконгу, де почав вивчати китайську. Він вивчив її протягом року інтенсивного навчання по чотири години щодня. Саме в цей період Кауфман інтуїтивно прийшов до своєї методики, де головну роль відіграє читання текстів та їхнє прослуховування. Таким чином, Стів Кауфман став одним із перших працівників канадської дипломатичної служби, які отримали можливість відвідувати материковий Китай. Пізніше він віддає перевагу вакансії в Японії, куди переїжджає зі своєю дружиною Кармен. Щоб отримати роботу при посольстві в Японії на початку 70-х, йому потрібно було вивчити японську.
На відміну від Гонконгу, де вивчення китайської було його роботою, в Токіо Кауфман змушений вивчати мову самостійно в неробочий час. Його основним матеріалом стали місцеві радіопередачі та книги про японську історію. Кауфман провів у Японії 9 років. Завдяки знанню японської мови він поступово перейшов від роботи комісара з питань торгівлі при посольстві у сферу комерційної торгівлі деревиною. Вже після повернення з Японії до Канади, у Ванкувер , він відкрив деревообробну компанію KP Wood Ltd. Одночасно з основною роботою Кауфман присвятив себе вивченню інших мов як хобі та створив платформу для вивчення мов під назвою LingQ
Кауфман часто мандрує для того, щоб практикувати знання мов. В результаті він дав численні інтерв'ю для періодичних видань і телевізійних каналів по всьому світу. У тому числі китайською, російською та українською.

## LingQ
У методі Стіва Кауфмана під назвою LingQ розуміти мову важливіше, ніж говорити нею. Так маленькі діти спочатку вчаться розуміти слова і потім їх вимовляють. Кауфман рекомендує не намагатися говорити перші кілька місяців, якщо людина вчить мову з нуля. Натомість він пропонує щодня читати та слухати. При цьому розуміння зростає завдяки читанню та слуханню лише текстів із відносно невеликою кількістю незнайомих слів, зміст яких викликає в учня інтерес. Учень має вибирати тексти сам. Він запам'ятовує нові слова не шляхом заучування, а завдяки тому, що часто зустрічає їх у різних контекстах і бачить їхній переклад. Коли учень отримує достатній словниковий запас, настає час говорити та писати. Усна та письмова мова активують слова, які перебувають у пасиві. Подальший розбір та аналіз своїх помилок покращує граматику. Практика мови в методі LingQ складається з регулярного читання та слухання уроків, подкастів, книг і т. д. у поєднанні з періодичними розмовами з носіями та практики письма. Граматичні конструкції учень засвоює завдяки читанню, самостійному вивченню правил та обговоренню з носієм.